# Aliança de Civilitzacions
L'Aliança de Civilitzacions, coneguda com UNAOC amb les seves sigles en anglès, és el nom pel qual es coneix la proposta realitzada pel president del govern espanyol José Luis Rodríguez Zapatero com una aliança entre diferents cultures i civilitzacions en el marc de les Nacions Unides.

## Proposta

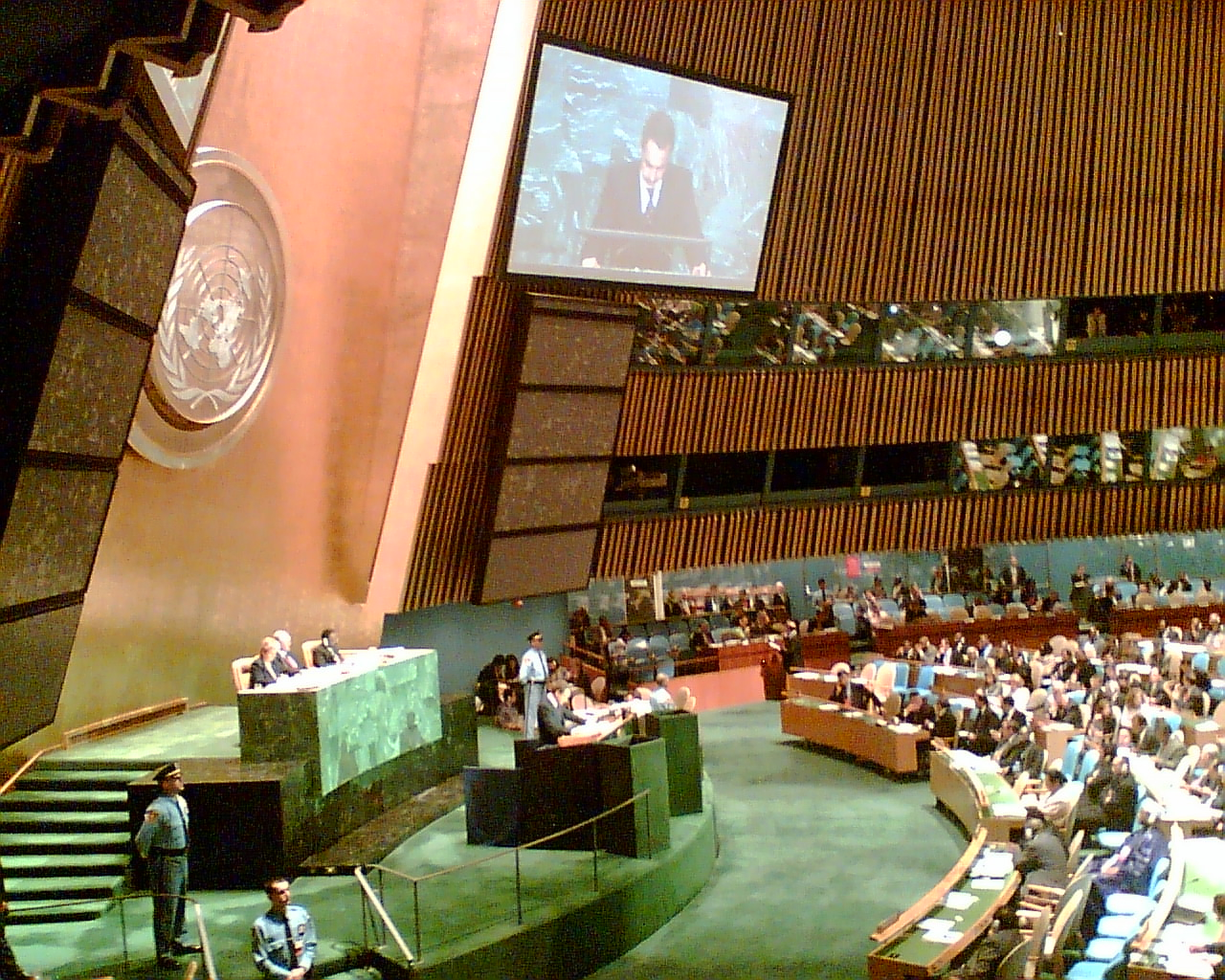
José Luis Rodríguez Zapatero a l'Assemblea General de les Nacions Unides (2005)

José Luis Rodríguez Zapatero va fer aquesta proposta durant la 59a Assemblea General de les Nacions Unides, el 21 de setembre de 2004, a la ciutat de Nova York. Aquesta proposta defensa una aliança entre occident i el món àrab i musulmà amb la idea de combatre el terrorisme internacional per un altre camí més enllà del militar. Aquesta idea recupera la idea de Muhammad Khatami, president de la República Islàmica de l'Iran de desenvolupar un Diàleg entre civilitzacions en contraposició al Xoc de civilitzacions que Samuel Huntington va publicar a la revista estatunidenca Foreign Affairs en 1993, i que va transformar posteriorment en llibre el 1996.

## Programa
El programa proposat tenia com a objectius fonamentals:
- La cooperació antiterrorista
- La correcció de les desigualtats econòmiques
- Diàleg cultural en general i en particular entre el món islàmic i musulmà i Occident

Abans de ser assumida per l'ONU, la proposta va aconseguir el patrocini del primer ministre turc, Recep Tayyip Erdoğan així com el suport d'una vintena de països europeus, llatinoamericans, asiàtics i africans, a més a més de la Lliga Àrab. El febrer de 2006, els EUA, mitjançant la Secretària d'Estat Condoleezza Rice, declaren també la seva disposició a donar suport a la iniciativa.
Posteriorment a l'adopció de la iniciativa, Kofi Annan va establir un grup de divuit personalitats d'alt nivell entre les quals destacaven Muhammad Khatami, el Premi Nobel de la Pau de 1984 Desmond Tutu, el director de la UNESCO Federico Mayor Zaragoza, l'historiador i polític xinès Pan Guang i Enrique Valentín Iglesias García, Premi Princesa d'Astúries de Cooperació Internacional el 1982.
A l'abril de 2007, l'expresident portugués Jorge Sampaio va ser nomenat pel secretario general de les Nacions Unides, Ban Ki-Moon, com a Alt Representant de l'Organització per l'Aliança de les Civilitzacions.

## Evolució
L'aliança de civilitzacions es va reunir per primera vegada el novembre de 2005 a Palma i ha organitzat diversos fòrums internacionals, el darrer a Nova York el 2018. Aquest any es va intentar renegociar els termes dels acords, però Espanya va informar que no aportaria mes recursos proposant la seva dissolució a les Corts Espanyoles.

## Alts representants del Secretari General de l' ONU
- Jorge Sampaio (2007 - 2013)
- Nassir Abdulaziz Al-Nasser (2013-2018)
- Miguel Ángel Moratinos (2019 - Actualitat)

## Végeu també
- Dia Internacional per a la Tolerància
- Política Europea de Veïnatge
- Procés de Barcelona: Unió per la Mediterrània
- Xoc de civilitzacions